# S. Kodikulam
S. Kodikulam è una suddivisione dell'India, classificata come town panchayat, di 11.975 abitanti, situata nel distretto di Virudhunagar, nello stato federato del Tamil Nadu. In base al numero di abitanti la città rientra nella classe IV (da 10.000 a 19.999 persone).

## Geografia fisica
La città è situata a 09° 39' 22 N e 77° 35' 41 E.

## Società

### Evoluzione demografica
Al censimento del 2001 la popolazione di S. Kodikulam assommava a 11.975 persone, delle quali 5.993 maschi e 5.982 femmine. I bambini di età inferiore o uguale ai sei anni assommavano a 1.404, dei quali 721 maschi e 683 femmine. Infine, coloro che erano in grado di saper almeno leggere e scrivere erano 5.541, dei quali 3.310 maschi e 2.231 femmine.